# 芮城県
芮城県（ぜいじょう-けん）は中華人民共和国山西省運城市に位置する県。

## 地理
山西省の西南の隅にある農村地帯で、北には中条山脈（中条山）がそびえる。南には黄河が西から東へ流れておりその対岸は河南省霊宝および陝西省潼関である。中条山は黄河の北岸を東西に走る山脈で、芮城県のある平野と運城市の中心のある盆地との間に立ちはだかっている。芮城県の西端にある風陵渡鎮で山脈が途切れておりその西側には黄河が南北に延びている。県内の最高峰は雪花山の標高1993メートル。その直ぐ東側にある五老峰（標高1809メートル）は風光明媚な観光地として知られる。

## 歴史
前漢により設置された河北県を前身とする。南北朝時代には西魏により安戎県、560年（武成2年）には北周により芮城県と改称され現在に至る。

## 行政区画
- 鎮:古魏鎮、風陵渡鎮、陌南鎮、西陌鎮、永楽鎮、大王鎮、陽城鎮
- 郷:東壚郷、南衛郷、学張郷

### 風陵渡鎮
風陵渡鎮には、黄河の最大の渡し場として古代から名を知られた風陵渡がある。北から流れる黄河はここで西安市の方向から流れる黄河最大の支流渭河と合流し、東へと方向を変えている。山西省・陝西省・河南省の三省の交点でもある。現在は黄河クルーズの港があるほか、大同市から山西省を縦断してきた同蒲鉄路と運風高速道路がここで黄河を長大橋で渡り、隴海線など東西の幹線が走る潼関へ向かっている。風陵渡という地名は、近くにある風后陵という陵墓から取られている。風后は黄帝の六相の一人であったが蚩尤との戦いで没しここに葬られたとされる。

## 観光地
- 永楽宮
- 大禹渡
- 西侯渡遺跡
- 風后陵